# Ружанка (річка)
Ружанка (біл. Ружанка; інша назва — Мутьвиця (біл. Муцьвіца)) — річка в Пружанському районі Берестейської області, права притока Зельвянки (басейн Німана). 
Довжина 19 км. Площа водозбору 237 км². Середній нахил водної поверхні 1,2 ‰. Починається в урочищі Єлашівка за 3,7 км на північний захід від села Верчиці, тече в межах міського селища Ружани, впадає в Зельвянку на південному сході від села Запілля. Русло протягом 11,4 км перед гирлом каналізоване. У маловодні роки у витоковій частині пересихає. Приймає стік з невеликих річок і каналів. 
Притоки: Поплава (права), Колода, Черешинка, Лобянка (ліві).